# Jenna Strauch
Jenna Strauch (Bendigo, 24 maart 1997) is een Australische zwemster. Ze vertegenwoordigde haar vaderland op de Olympische Zomerspelen 2020 in Tokio. 

## Carrière
Bij haar internationale debuut, op de wereldkampioenschappen kortebaanzwemmen 2018 in Hangzhou, strandde Strauch in de series van zowel de 100 als de 200 meter schoolslag.
Op de wereldkampioenschappen zwemmen 2019 in Gwangju werd de Australische uitgeschakeld in de halve finales van de 200 meter schoolslag.
Tijdens de Olympische Zomerspelen van 2020 in Tokio strandde ze in de series van de 200 meter schoolslag.
In Boedapest nam Strauch deel aan de wereldkampioenschappen zwemmen 2022. Op dit toernooi veroverde ze de zilveren medaille op de 200 meter schoolslag, daarnaast werd ze uitgeschakeld in de halve finales van zowel de 50 als de 100 meter schoolslag. Op de 4×100 meter wisselslag legde ze samen met Kaylee McKeown, Brianna Throssell en Mollie O'Callaghan beslag op de zilveren medaille. Op de Gemenebestspelen 2022 in Birmingham behaalde de Australische de zilveren medaille op de 200 meter schoolslag, daarnaast eindigde ze als vijfde op de 50 meter schoolslag en als zesde op de 100 meter schoolslag.

## Internationale toernooien
| Jaar | Olympische Spelen                         | WK langebaan                                                                   | WK kortebaan                              | PanPacs                                   | Gemenebestspelen                                         |
| ---- | ----------------------------------------- | ------------------------------------------------------------------------------ | ----------------------------------------- | ----------------------------------------- | -------------------------------------------------------- |
| 2018 |                                           |                                                                                | 22e 100m schoolslag 11e 200m schoolslag   | geen deelname                             | geen deelname                                            |
| 2019 |                                           | 14e 200m schooslag                                                             |                                           |                                           |                                                          |
| 2020 | Geen toernooien vanwege de coronapandemie | Geen toernooien vanwege de coronapandemie                                      | Geen toernooien vanwege de coronapandemie | Geen toernooien vanwege de coronapandemie | Geen toernooien vanwege de coronapandemie                |
| 2021 | 9e 200m schoolslag                        |                                                                                | geen deelname                             |                                           |                                                          |
| 2022 |                                           | 15e 50m schoolslag · 10e 100m schoolslag · 200m schoolslag · 4×100m wisselslag | 13-18 december                            |                                           | 5e 50m schoolslag · 6e 100m schoolslag · 200m schoolslag |

## Persoonlijke records
Bijgewerkt tot en met 29 juli 2022
Kortebaan
| Afstand         | Tijd    | Datum             | Plaats    |
| --------------- | ------- | ----------------- | --------- |
| 50m schoolslag  | 30,19   | 30 september 2021 | Napels    |
| 100m schoolslag | 1.05,02 | 27 november 2020  | Melbourne |
| 200m schoolslag | 2.19,64 | 26 november 2020  | Melbourne |

Langebaan
| Afstand         | Tijd    | Datum        | Plaats     |
| --------------- | ------- | ------------ | ---------- |
| 50m schoolslag  | 30,77   | 29 juli 2022 | Birmingham |
| 100m schoolslag | 1.06,16 | 19 juni 2022 | Boedapest  |
| 200m schoolslag | 2.22,22 | 22 juni 2022 | Boedapest  |